# Bull Fight
Bull Fight, conosciuto in Giappone come Za Tōgyū (ザ•闘牛?), è un videogioco d'azione per arcade sviluppato da Coreland e pubblicato da SEGA nel 1984.

## Modalità di gioco
Bull Fight è una vera e propria corrida virtuale. Il giocatore controlla un torero, armato di spada e lenzuolo rosso, il quale ovviamente duella contro un toro. Il lenzuolo rosso viene usato per deviare il toro che carica. Per vincere il duello dovrà pugnalare il toro nella parte superiore della spina dorsale (il bersaglio è segnato sulla schiena dell'animale). Se il torero verrà incornato frontalmente, perde una vita (esaurite le quali è game over).
Il torero può essere disarmato dalla carica del toro e dover riprendere la sua spada, e anche il toro può riprendersi dopo essere stato lasciato cadere, scrollandosi la spada dal corpo, quindi il giocatore deve riprendersi la spada e ricominciare da capo. In ogni livello, se il giocatore ci mette troppo tempo ad affrontare il toro, un altro che non può essere ucciso entra nell'arena e corre in giro a caso.
Un livello bonus appare dopo quattro ordinari livelli, in cui il giocatore interpreta una specie di pagliaccio da rodeo che si limita a evitare un toro il più a lungo possibile, finché non scade il tempo. Il punteggio bonus viene sommato per ogni torero sopravvissuto.